# Kithiganur, Bangalore South
Kithiganur là một làng thuộc tehsil Bangalore South, huyện Bangalore Urban, bang Karnataka, Ấn Độ.